# 스위니 토드: 어느 잔혹한 이발사 이야기
《스위니 토드: 어느 잔혹한 이발사 이야기》(영어: Sweeney Todd: The Demon Barber of Fleet Street는 팀 버튼이 감독을 맡고 워너 브라더스와 드림웍스 픽처스가 공동제작, 배급한 미국의 뮤지컬 영화이다. 스트링 오브 펄스 The String of Pearls에 나온 악역 캐릭터를 바탕으로 제작된 1979년 브로드웨이 뮤지컬을 각색하였으며, 19세기 빅토리아 여왕 시대를 배경으로 순박한 이발사 벤저민 바커가 잔혹한 살인마, 스위니 토드로 변해가는 과정을 담았다.

## 줄거리
19세기 빅토리아 여왕 시대, 산업화로 황폐해진 도시 속에서도 성실하고 순박한 이발사 벤저민 바커는 아내 루시와 딸 조안나와 함께 행복한 생활을 하고 있었으나 바커의 아내를 탐내는 터빈 판사의 계락으로 벤자민 바커는 누명을 쓰고 호주의 감옥에 감금당하게 된다. 그는 터빈 판사에 대한 복수를 다짐하며 탈옥에 성공하고 15년만에 스위니 토드라는 이름으로 앤서니와 함께 런던으로 돌아온다. 하지만 아내는 터빈 판사에게 강간당한 뒤 비로소 음독자살하고 딸은 강제입양을 보내졌다는 사실을 고기 파이 가게 주인인 러빗 부인에게 전해 듣는다. 복수에 눈이 멀고 분별력을 완전히 상실한 스위니 토드는 끓어오르는 분노를 해소하기 위해 판사, 그리고 런던 전체에게 복수하기 위해 사람들을 마구잡이로 살해한다. 판사의 부하들에게 접근하기 위해 이탈리아 이발사 아돌프 피렐리와의 면도 대결을 벌여 승리하지만 이 후 스위니 토드가 죄수라는 사실을 알게 된 피렐리가 이 사실을 가지고 스위니 토드를 협박한다. 스위니 토드는 아돌프 피렐리를 살해한 뒤 시신처리를 고민하던 중 러빗 부인의 제안으로 시신의 살덩이를 러빗 부인의 고기파이에 다져넣는다.
이 후 피렐리가 없어진 것을 수상하게 생각하던 토비는 스위니 토드의 제안으로 러빗 부인의 조수로 일하게 된다. 이 후 터핀 판사는 조안나에게 잘 보여 결혼하려고 하지만 터빈 판사의 부하인 비들의 소개로 스위니 토드에게 면도를 받으러 온다. 그는 복수의 순간을 즐기려고 하는 순간에 앤서니가 조안나와 몰래 도망치기 위해 스위니에게 도와달라고 외치며 들어온다. 터빈 판사는 화를 내면서 이발소를 나가고 조안나는 정신병동에 가둬버린다. 결국 스위니는 앤서니에게 조안나를 꺼내오는 방법을 일러주고 데려오라고 한다. 스위니는 자신의 복수에 토비를 이용하려고 하지만 토비가 자신에게 방해가 될 수 있다는 사실을 알고 빵굽는 방에 가두어버린다. 하지만 토비는 이를 계기로 고기파이에 인육이 사용되고 있음을 눈치채게 된다. 스위니는 터핀을 기다리던 중 한 거지 여인을 죽이고 은폐한 뒤 터핀 박사와 만나 그에게 자신의 정체를 알리고 그를 죽인다. 스위니는 토비를 죽이기 위해 그를 찾다가 거지 여인이 자신의 아내 루시와 닮은 것을 보고 러빗 부인을 추궁한다. 러빗 부인에게 아내 루시가 자살기도에 실패하였으며 아내 루시가 자신이 죽인 거지여인이라는 사실을 듣게된다. 러빗 부인의 변명을 듣던 스위니가 그녀를 화로에 밀쳐 죽이고, 자기가 아내를 죽인 사실에 슬퍼하며 그녀의 시체를 끌어안는다. 그 순간, 그의 면도칼 중 하나가 땅에 떨어지더니 토비가 나타나 러빗 부인을 죽인 분노에 면도칼로 스위니의 목을 그어 죽인다.

## 등장인물

### 주역
- 조니 뎁 - 스위니 토드 역
- 헬레나 보넘 카터 - 러벳 부인 역
- 앨런 리크먼 - 터핀 판사 역
- 사샤 배런 코언 - 피렐리 역
- 제인 와이즈너 - 조안나 역
- 티머시 스폴 - 비들 역
- 캠벨 바우어 - 앤서니 역
- 로라 미셸 켈리 - 루시 역
- 에드 샌더스 - 토비 역

### 캐스팅
드림웍스는 바튼과 2006년 8월에 계약을 맺고 조니 뎁을 스위니 토드로 캐스팅했다.

## 영화음악
1 The Ballad of Sweeney Todd (Instrumental)
2 No Place Like London
3 The Worst Pies In London
4 Poor Thing
5 My Friends
6 Green Finch And Linnet Bird
7 Alms Alms
8 Johanna (Parts 1 & 2)
9 Pirelli's Miracle Elixir
10 Pirelli's Entrance
11 The Contest
12 Wait
13 Ladies In Their Sensitivities
14 Pretty Women
15 Epiphany
16 A Little Priest
17 Johanna (Act II)
18 God, That's Good!
19 By The Sea
20 Not While I'm Around
21 Toby's Finger (Searching, Part 1)
22 Searching (Part 2)
23 The Judge's Return
24 Final Scene (Part 1)
25 Final Scene (Part 2)

## 기타사항 (수상)
다음은 《스위니 토드》, 혹은 영화에 출연한 배우들이 수상하거나 후보로 지명된 상의 목록이다.

- 제65회 골든글로브 시상식 (2008)
  - 작품상(뮤지컬/코미디)팀 버튼(Tim Burton)
  - 남우주연상(뮤지컬/코미디)조니 뎁(John Christopher Depp II)
- 제80회 아카데미 시상식 (2008)
  - 미술상 단트 페레티